# عادل محمد (لاعب كرة قدم)
عادل محمد (بالملايوية: Aidil Mohammad)‏ هو لاعب كرة قدم ماليزي في مركز حراسة المرمى، ولد في 10 أغسطس 1980 في موكه ‏ في ماليزيا. لعب مع Sarawak FA State Football Team ‏.